# Кирику и колдунья
«Кирику и колдунья» (фр. Kirikou et la Sorcière) — мультипликационный фильм 1998 года режиссёра Мишеля Осело (он же является автором сценария). Созданный на основе западноафриканских народных сказок, мультфильм рассказывает о том, как новорождённый мальчик Кирику сохраняет свою деревню от злой ведьмы по имени Караба. Мультфильм выпущен совместно компаниями Франции, Бельгии и Люксембурга и анимирован на студиях Rija Films в Латвии и Studio Exist в Венгрии.
Мультфильм был коммерчески успешным, за ним последовало продолжение, «Кирику и дикие звери» (фр. Kirikou et les bêtes sauvages), выпущенный в 2005 году, на основе которого был поставлен мюзикл Kirikou et Karaba, впервые представленный публике в 2007 году. Другое продолжение, Kirikou et les hommes et les femmes («Кирику и мужчины и женщины») выпущен в 2012 году.

## Сюжет
Вот уже давно на деревню нападает злая колдунья, разрушая дома, отбирая золото, съедая мужчин, которые хотели сразиться с нею. Люди жили в страхе. Но однажды рождается Кирику — необычный мальчик. Уже с рождения он может говорить и обладает глубокой мудростью. У деревни появляется надежда. Ведь Кирику может также молниеносно бегать и обхитрить слуг злой волшебницы. Он также выручает жителей деревни, спасая детей от козней колдуньи и освободив источник воды от чудовища. Желая разгадать тайну колдуньи — «Отчего она такая подлая и злая?» — Кирику отправляется к мудрецу-дедушке в опасное путешествие. Узнав, что причина в заколдованном шипе, который злые люди однажды воткнули в спину ведьме, Кирику хитростью выманивает колдунью из её логова и зубами вынимает проклятый шип из ведьминой спины. Лишившись злых чар, ведьма становится обычной женщиной. Кирику превращается во взрослого мужчину, женится на бывшей колдунье, а все мужчины деревни возвращаются в свои дома. Все славят Кирику.

## Награды
- 1999 год — Фестиваль в Аннеси Франция — Grand Prix